# FK Şahdağ-Samur
Der FK Şahdağ-Samur Qusar (aserbaidschanisch.: Şahdağ Qusar FK) war ein aserbaidschanischer Fußballverein aus Qusar. Der Verein spielte nach dem Abstieg 2007 in der zweithöchsten Spielklasse Aserbaidschans, der Birinci Divizionu. Die Vereinsfarben waren blau-weiß.

## Allgemeines
Der Verein wurde 1992 gegründet. Nach einigen Jahren in der ersten Liga, der Premyer Liqası, stieg der Verein 2007 in die zweite Liga ab. Die Heimstätte war das Şövkət Orduxanov Stadion, welches 4000 Zuschauern Platz bietet.